# 怒江球兰
怒江球兰（学名：Hoya salweenica）为夹竹桃科球兰属的植物，是中国的特有植物。分布于中国大陆的云南等地，生长于海拔1,600米的地区，多生长于山谷以及河边，目前尚未由人工引种栽培。